# Сешеке
Сешеке — небольшой город у реки Замбези в Западной провинции Замбии. Город имеет пункт пропуска через государственную границу с Намибией через мост Катима Мулило. По данным переписи 2012 года, население города составляет 39 470 жителей.
Сешеке находится в 205 километрах к востоку от Ливингстона. В 2005 году два этих города были соединены отрезком автострады Транс-Каприви. Участок, по которому проходит Транс-Каприви, соприкосается с пустынями Калахари и Намиб, а также с берегом реки Замбези.

## Природа и инфраструктура
В сельском хозяйстве преобладает выращивание кукурузы. Постепенно, выращивание данной культуры привело к резкому понижению производства риса, так как кукуруза более терпима к разливам реки Замбези, и затапливанию плантаций.
По данным 2005 года, было выращено около 109 000 особей крупного рогатого скота.
Также ещё одной отраслью является деревообработка. Здесь растут небольшие участки леса.
Большая часть города не асфальтирована. Имеется аэропорт со взлётно-посадочной полосой длиной 1000 метров, городская больница, школы с начальным и средним образованием.